# マイケル・パルデュー事件
マイケル・パルデュー事件は、アメリカにおいて起きた3件の殺人事件、およびそれに伴う冤罪事件である。
冤罪がなければ起こりえなかった脱獄に三振法が適用され、殺人について無罪だったにもかかわらず終身刑判決が下され、アメリカの司法制度が議論された。

## 概要
1973年に当時17歳の少年が、3件の殺人事件で逮捕された。72時間の拘留の末、自白して起訴された。3件の殺人事件が起きたのは2つの郡（ボールドウィン郡で1件、モービル郡で2件）であったため、裁判は2箇所で行われ、いずれも終身刑判決を受けた。その際、一緒に起訴された被告Aも、殺害の供述書にサイン（Aは非識字だったため、後に信用性に疑問符）をしていて終身刑（後に仮釈放）を受けている。
弁護士の問題
最初の裁判はボルドウィン郡で行われ、被告は公選弁護人をつけて裁判を受け、終身刑判決を受けた。公選弁護人は死刑を避けるために他の2件にたいしても有罪を認めるよう薦め、被告はこれを受け入れて終身刑判決を受けたが、当時は死刑が中止されていた時期であった。他にも、この公選弁護人に対しては弁護が不適当だったと指摘されている。
検事の問題
裁判においては、検事が提出した凶器以外の証拠は弁護側、検事側双方から提出されなかった。その後、この事件に関与した検事のうち何人かは暴行罪などにより検挙されている。

## 殺人事件の無罪確定
マイケルは服役中、後に妻となる女性との出会いをきっかけに無罪を主張し始めた。しかし、弁護士を雇う金がなく、新たな裁判の開始は困難を極めた。
それでも被告側は警察がでっちあげたとみられる証拠、死亡証明書の矛盾、唯一の物証とされた銃が殺人の凶器ではないことが鑑定で証明されて物的証拠、状況証拠の一切がないこと、4人の供述は矛盾に満ちていることなどの証拠を集めた。また、被告は虐待をしていた父親（1972年に父親は妻に対する傷害致死で懲役7年の判決）の影響で蹴るなどの暴力をふるわれ逆らえなかったと主張（アメリカにおいて取り調べの際に暴力をふるうことは禁止されている）。
1994年、連邦裁判所は裁判を新たに開く決定を下した。しかし、検事が提出した自白したとされるカセットテープや証言者により再び有罪判決、100年の禁錮刑となった。
しかし、証言をしたとされる女性はモービル刑務所にボーイフレンドに会いに行った際、会ったマイケルが殺害を認めたと証言したが、1973年当時は14歳で刑務所に入ることを許される可能性はなく、そもそも会いに行ったとされるボーイフレンドは当時服役していなかった。他に、1973年の裁判で被告Aに対して不利な証言を言って釈放されたBの証言は、22年前と違う内容を主張して、武器の不法所持で服役していたが釈放されるという信用性に疑問符がつくものだった。
カセットテープについても1973年の裁判ではまったく存在が指摘されていなかったにもかかわらず、急に出てくるという不可解な部分があった。また、8箇所に及ぶ中断、1時間49分26秒もの録音が含まれていたことから、控訴院はカセットテープを証拠採用しない裁判を開くことを命じた。
司法長官は異議を申し立てたが、連邦最高裁判所は控訴院の判決を支持。この決定を受けて1997年にモービルの検事、ボルドウィンの検事は殺人容疑を取り下げ、逮捕されてから24年、無罪を主張してから13年で殺人容疑の無罪が確定した。

## 2度目の終身刑
1997年11月に殺人に対しては全て無罪になったが再び終身刑が適用された。これは、冤罪がなければ起こりえなかったはずの1977年、1978年、1987年における脱獄、1978年の脱獄の際のピストルの窃盗、1987年の副刑務長官の侵入にたいして三振法（スリー・ストライク法）が適用されたためだった。
これに対して被告は、「元々冤罪で捕まらなければ事件は起こらなかった」と主張するも、裁判官のブログデンは「脱獄に関しては無罪ではない」とした。アメリカでは現在に至るまで三振法に関しては裁判官の裁量の余地がなく、たとえどんな場合でも機械的に三振法は適用されている。

## 仮釈放
2000年3月10日アラバマ州最高裁判所は、手続き上の規則が守られなかったとして、1978年のピストルの窃盗についての判決を無効とした。
さらに1978年の脱獄に関しても、同じ手続き上の不備があるため無効となり、仮釈放なしの終身刑から99年の禁錮刑となるとみられていた。登録料未払いのため一旦判決が無効になる決定が下されたものの、訴訟がその後適法となり、無効判決が確定した。これにより、2000年12月12日にそれまで釈放に反対だった判事が最低5年間の仮釈放が適用されることを条件として受け入れに転じ、2001年2月25日に被告は釈放された。
判決では、空き巣に関して20年の禁錮刑で6年2か月の処分保留、車の窃盗に対して13年10か月の禁錮刑としたうえでの仮釈放とされた。逮捕から28年後のことだった。アメリカにおける仮釈放はスピード違反を犯したり、市を離れただけでも取り消される。なお、被告は賠償金を求めて民事訴訟を起こし、3億円の賠償を得た。

## 裁判の問題点
被告は、1973年の裁判において弁護士費用を用意できないため公選弁護人による裁判となったが、書記の記録によると弁護人チャンドラー・スタナードは、依頼人は精神鑑定の費用がなく、自分は公選弁護人なので彼のために金銭を負担するつもりはないと発言し、結局精神鑑定は行われなかった。後に、アメリカの裁判における貧富の格差が問題になった。
また、この時の裁判においては被告側の証言者は誰1人おらず、弁護側の証拠も提出されていなかった。被告に対しても、少年法の適用の有無を誰一人告げないままに裁判が行われた。

## アメリカ司法制度の矛盾
この事件においては、殺人では無罪になったにもかかわらず、その冤罪によって服役していた間に起こした脱獄に対して三振法が適用され終身刑になるという事態を引き起こした。その後、仮釈放の5年間適用を条件に釈放が受け入れられた際にも、すぐには実行されなかった。
仮釈放が受け入れられた2001年時点では、三振法による最初の判決から仮釈放が認められる最低限の15年を経過していなかったためである。実際は殺人罪で1973年から1987年まで服役していたのだが、法律上は算入されず、三振法の判決からの約14年しか考慮に入れられなかった。
そのため、前述の通り1978年の脱獄に関する無効判決を得て、窃盗に関する罪を三振法が適用されたことによる終身刑から、禁錮20年に減刑されて6年2か月を処分保留とされるという手続きを踏んでようやく仮釈放を達成した。

## 事件の影響
この事件に対してフランスのカーン記念館主催の弁論コンクールでマイケル・パルデュー事件を取り上げたパリ弁護士会所属のトマ・ルメールが1位になった。
この事件は、虚偽の自白、判決を生んだ裁判についての問題が提議されると同時に、元々冤罪がなければ起こり得なかったはずの脱獄に関して三振法が適用されたことで、三振法のあり方にも議論を起こした。